# Transports en commun de La Roche-sur-Yon
Pour les articles homonymes, voir CTY.
La Compagnie des transports du Yonnais (CTY) est l'exploitant du réseau de transport en commun de La Roche-sur-Yon. Impulsyon est le nom commercial du réseau d'autobus qui dessert l'agglomération yonnaise.

## Historique

### Le réseau STY
- 1976 : Le réseau de transports urbains de la Roche-sur-Yon est créé. Il comprend alors 3 lignes et emploie 33 personnes. Il est exploité à l'aide de 14 véhicules dont 8 minibus.
- 1977 : Le réseau est étendu avec la création de 3 nouvelles lignes. Le réseau compte alors 18 véhicules.
- 1981 : Création d'une société d'économie mixte pour exploiter le réseau.
- 1985 : Desserte du quartier des Jaulnières et création de la ligne Sports.
- 1986 : Réorganisation du réseau lors de son 10e anniversaire.
- 1990 : Ouverture de la ligne G et desserte du Lycée De Lattre De Tassigny.
- 1991 : La STY devient une filiale de Via-Transport.
- 1992 : Desserte du quartier du Côteau.
- 1993 : Accord de coopération avec le GIE des taxis yonnais.
- 1994 : Apparition du logo qui restera en place jusqu'en 2010.
- 1995 : Desserte des quartiers des Oudairies, de l'Angelmière et de Mon Repos.
- 1996 : Desserte du quartier du Val d'Amboise et ouverture des lignes E et H.
- 1997 : Mise en place du service Plages.
- 2000 : Réorganisation de la desserte du Bourg-sous-La-Roche.
- 2003 : Desserte du quartier des Robretières par la ligne G, du quartier du Côteau par la ligne C, du centre commercial Leclerc des Oudairies par la ligne F et du collège du Sacré-Cœur par la ligne E.
- 2004 : Les lignes A, B, C, D, F et G sont certifiées par l'AFNOR (NF 281, NF 286). La desserte du centre commercial Leclerc est assurée par la ligne D. Mise en place d'une navette entre le Bourg-sous-La-Roche et le centre-ville.
- 2005 : Ouverture de la ligne J.
- 2007 : Réadaptation du réseau de soirée « Hibus ». Desserte de l'Annexe par la ligne F.
- 1er janvier 2010 : La ville de la Roche-sur-Yon choisit Ratp Développement pour gérer le réseau de la STY via la Compagnie des transports du Yonnais, en remplacement de Keolis.

#### Les anciennes lignes régulières STY jusqu'au 23 aout 2010
Ces lignes fonctionnaient de 6 h à 20 h environ. Les vendredis et samedis soir après  21 heures, les deux lignes « Hibus » prenaient le relais.
| No | Parcours                                                                                   | Période            |
| -- | ------------------------------------------------------------------------------------------ | ------------------ |
| A  | Val d'Amboise / Saint-André-d'Ornay ↔ Martinière via Place Napoléon et Bourg-sous-la-Roche | L, Ma, Me, J, V, S |
| B  | Épinettes / Angelmière ↔ Robretières / De Foucauld via Place Napoléon                      | L, Ma, Me, J, V, S |
| C  | Graham Bell - Flâneries ↔ Le Côteau via Place Napoléon                                     | L, Ma, Me, J, V, S |
| D  | Jardins de l'Ornay ↔ Brossardière via Jaulnières et Place Napoléon                         | L, Ma, Me, J, V, S |
| F  | Gare SNCF ↔ Le Côteau via Place Napoléon, CHD et l'Annexe                                  | L, Ma, Me, J, V, S |
| G  | Robretières ↔ Mon Repos via Courtaisière, Place Napoléon et Saint-André-d'Ornay            | L, Ma, Me, J, V, S |

#### Les anciennes lignes scolaires STY jusqu'au 23 aout 2010
Lignes scolaires complémentaires du réseau régulier.
| No | Parcours                                                 | Période         |
| -- | -------------------------------------------------------- | --------------- |
| E  | Mermoz ↔ Jaulnières via Saint-André-d'Ornay et Épinettes | L, Ma, Me, J, V |
| H  | Lune ↔ Courtaisière via Le Côteau et Bourg-sous-la-Roche | L, Ma, Me, J, V |
| J  | Épinettes ↔ Place Napoléon via Angelmière                | L, Ma, Me, J, V |

### Le réseau Impulsyon
Un réseau réorganisé et étendu a été lancé le 23 août 2010 sous le nom commercial Impulsyon.
Les modifications au 22 août 2011
- La desserte d'Aubigny, jusqu'alors assurée par la ligne 1, est reprise par la ligne 4 ;
- La ligne 1 dessert désormais le quartier de la Liberté et la ligne 6 dessert à nouveau l'hôpital à la suite de la réorganisation du trajet des lignes 2, 3 et 6 dans le sud-Est de la ville ;
- La ligne 3 ne dessert plus la Gare SNCF ;
- Suppression du tronçon entre Place Napoléon et Robretières sur la ligne 5 ;
- La ligne 7 se sépare en deux circuits 7A et 7B selon le sens de circulation et dessert la Gare SNCF ;
- Ouverture de la ligne C ;
- La desserte de Mouilleron-le-Captif, jusqu'à alors assurée par la ligne 1, est reprise par la nouvelle ligne M ;
- En soirée, les lignes 1, 2 et le service « Impulsyon + » laissent place au nouveau service sur réservation « NoctilYon ».
- Mise en place des directs Gare SNCF pour le train de 6 h 50 et du service « VélYon ».

Les modifications au 25 août 2012
- Prolongement de la ligne 2 à certains services dans la zone d'activités de la Marronière ;
- Prolongement de la ligne 3 dans le lotissement des Maisons-Neuves-des-Landes ;
- La desserte de Dompierre-sur-Yon, jusqu'à présent assurée par la ligne 1, est reprise par la ligne D avec un trajet plus direct ;
- Création de la ligne F vers la commune de La Ferrière ;
- Modification des correspondances Place Napoléon ;
- Augmentation de l'amplitude du service « HandiYon » ;
- Ajout de vélos supplémentaires pour le service « VélYon » ;

Les modifications au 26 août 2013
- création de la ligne 8
- réorganisation des arrêts autour de la place Napoléon
- suppression des services scolaires vers les collèges Renoir, Richelieu, Gondoliers (repris par la ligne 3) et Haxo
- l'année 2013 marque aussi l'arrivée du SAEIV dans les bus

Les modifications en 2014
- En 2014, c'est au tour des bornes d'informations d'être installées sur la place Napoléon. Plusieurs bornes seront mises sur l'ensemble du réseau impulsyon notamment aux arrêts Vendée, Courtaisière, Gare SNCF ou encore Flâneries. Le 15 juillet, la ligne 2 dessert désormais la gare à tous les services.

Les modifications en 2015 et 2016
- À partir du 5 janvier 2015, création de la ligne V desservant La Chaize-le-Vicomte, et qui remplace aussi la navette du Lycée Nature.
- À partir du 6 décembre 2015, mis en place de 4 circuits, le dimanche numéroté D1 à D4 (arrêté en février 2016 par le manque de fréquentation).
- Du 20 Juin- 1er Juillet 2016, test d'un urbanway 12 au gaz sur les lignes 3, 6 et 8

Les modifications en 2017 et 2018
- À partir du 1er janvier 2017, renouvellement du contrat de gestion du réseau impulsyon pour une durée de 7 ans (2017-2023).
- Décembre 2017, mis en place d'une navette électrique dans le centre-ville

- Création d'une navette pour desservir la zone Beaupuy (service effectuer par Rev Évas'yon en Mercedes sprinter).

- En 2018, plusieurs expérimentations de navette entre Chaillé-sous-les Ormeaux et St Florent des Bois (correspondance avec la ligne R) et Thorigny et La Chaize le Vicomte (correspondance avec la ligne V). Les deux navettes n'ont pas été renouvelés en septembre 2018.
- Novembre 2018, réception du premier GX 337 GNV en France

Les modifications en 2019
- Mai 2019, création d'une ligne N en direction de Nesmy
- Test d'un GX Linium articulé durant 2 semaines (test dans les rues de La Roche sur Yon). Dans l'hypothèse d'un achat de véhicule articulé, les véhicules circuleront sur les lignes 1, 7A/7B
- Juillet 2019, test d'un bluebus 12 électrique durant 1 mois
- À partir du 1er septembre 2019 :
  - La ligne N (desservant Nesmy et Chaillé-sous-les Ormeaux) sera maintenue.
  - Les bus deviendront gratuits tous les samedis et les jours de pics de pollution (une étude est en cours pour une gratuité en semaine).
  - Baisse des tarifs pour les - 26 ans.
  - Augmentation de la fréquence dans les quartiers de la Marronnière (ligne 2) et de Mon Repos (ligne 6).
  - Nouvelle desserte du quartier de la Guibretière (ligne B).
  - Création de 3 parking relais :
    - Sully (correspondance arrêt Denis Papin 3, 6, E et M arrêt Salle Omnisports 7A/7B)
    - Deval (correspondance arrêt Pont Rouge 6, 7A/7B, F et V et arrêt De Gaulle 3)
    - Simbrandière (arrêt Jules Verne 4) abonnement annuel à 60€ et 7€ mensuel.

- 3 nouveaux GX 337 arrivent sur le parc (201-202 et 401 qui est un nouveau GX 337 GNV).

- Depuis septembre 2019, augmentation de la fréquentation du réseau +36% et 636 abonnés supplémentaires.

- Avec la gratuité du samedi augmentation de la fréquentation sur certaines lignes de bus comme la 1 desservant les Flâneries et Sud Avenue (+52%) et les lignes A et B desservant Aubigny et Venansault (+71%).

- Décembre 2019, avec la gratuité du samedi augmentation de la fréquentation (+36% en septembre et 60% en Octobre).

- Achat d'un bus articulé d'une capacité de 160 places (livraison prévue en à la rentrée 2020).

Les modifications en 2020
- Août 2020: Réception du premier véhicule articulé du réseau un GX 437 diesel (changement de décoration interieur et extérieur). Le véhicule circulera en journée sur la ligne 1 et en heure de pointe sur des lignes du réseau desservant la Roche-sur-Yon agglomération.

- La présentation officiel du véhicule se fera lors de la semaine de la mobilité
  - Le réseau recevra un véhicule hydrogène et un véhicule articulé Gnv pour la rentrée 2021 (prix d'achat 700 000€ contre 400 000€ pour un bus gaz)

- Septembre 2020: Le quartier de la Marronnière sera desservie par la ligne 6 à certains horaires.

- Le dernier départ de 19h25 se fera sur réservation 24h à l'avance pour les lignes A, B, C, D, F, M, N, R et V.

- Vendredi 25 septembre 2020: mise en service du premier Gx 437 diesel sur la ligne 7b le matin et 1 l'après-midi.
  - Le Gx 437 est le numéro 250.
  - Il a reçu une livrée légèrement modifiée (avant et arrière couleur gris, abandon du jaune à l'avant et bleu foncé à l'arrière, logo impulsyon côté conducteur).
  - Il recevra la même livrée que les Gx 337 GNV.
  - Il est équipé de diode blanche à couleur.
- 2 navettes gratuites de 23 places desserviront le marché le jeudi et samedi matin (8h30/13h15) avec une fréquence d'une navette toutes les 10 minutes.
  - Navette 1: départ parking relais deval<> place Napoléon.
  - Navette 2: départ parking relais Simbrandière<> place Napoléon.

Les modifications début 2021
- 26 Octobre 2020/31 janvier 2021: Création d'une ligne L qui desservira la commune de Landeronde (repoussée en octobre à cause du Covid 19).
  - Test de la ligne pour une durée de 3 mois.
  - La fréquence de la ligne sera de 9 aller/retour en semaine et de 8 aller/retour le samedi.
- À partir de Février, prolongement du test de la ligne L. En 3 mois, la ligne a eu une fréquentation de 4 000 voyageurs.
- Test d'un crossway 12 LE au gaz naturel

Les modifications 28 juin 2021
- Modification des noms d'arrêts sur le secteur des Flâneries: Flâneries (ex centre commercial) et Flâneries 2 (ex Flâneries)
- Suppression des arrêts Haroun Tazieff, Friedland, Armand Garreau, Palissy et Graham Bell desservie par la ligne 1
- La ligne 1 sera directe vers le lycée St François d'Assise en passant par l'arrêt Gutenberg. La ligne aura pour terminus les Flâneries.
- La ligne 4 aura pour terminus les Flâneries. Elle reprend itinéraire de l'ancienne ligne 1 à partir de Graham Bell en direction des Flâneries.
- La ligne B sera directe en direction de Venansault en passant par la Gare SNCF et le lycée Pierre Mendes France (suppression de la desserte du quartier de la Brossardière).
- La ligne C arrête de desservir le quartier de la Liberté. Elle desservira la Vallée Verte et le lycée Rosa Park pour reprendre son itinéraire actuel.
- La ligne L est officiellement perennisée sur le réseau impulsyon. Elle devient la 10ème ligne à desservir la Roche agglomération. Elle desservira la gare SNCF, les Forges, la piscine/patinoire, le quartier de la Brossardière pour reprendre son itinéraire actuel.
- 4 circuits pour les départs de 20h30 :
  - Ligne 1: Jardins de l'Ornay via le quartier de la Liberté, place Napoléon, les Pyramides et les Flâneries.
  - Ligne 2: Val d'Amboise via St André d'Ornay, Pont Morineau, place Napoléon, Côteau, Bourg sous la Roche et Marronnière.
  - Ligne 3: Napoléon via quartier de Jean Yole, Mon Repos et Maison Neuve des Landes.
  - Ligne 4: Angelmière via quartier de la Généraudière, les  Jaulnières, place Napoléon, les  Pyramides, les Robretières, la Courtaisière.
  - Ligne 7: Napoléon via Gare SNCF, Pont Morineau, les Forges, la Brossardière et l' Horbetoux

Les modifications en 2023
- À partir du 1er juillet 2023, suppression de la desserte de place Napoléon (sauf pour la ligne 2 et 4) et création d'un nouveau pôle d'échange provisoire boulevard d'Angleterre (correspondance avec toutes les lignes du reseau urbain et interurbain).
- Septembre 2023, création d'une navette entre la place Napoléon et boulevard d'Angleterre.

Les modifications en 2024
- Renouvellement du contrat avec la RATP Dev pour une durée de 10 ans (à partir du 1er janvier 2024).
- Création d'une application regroupant les lignes de bus, TAD, TAD pmr, location vélo, trottinettes électriques et vélo libre service, covoiturage
- Paiement par cb dans les bus grâce à une nouvelle borne.
- 100% des communes seront desservies par une ligne régulière du lundi au samedi et augmentation de la desserte des communes.
- Création de 2 lignes inter quartier (nord et sud) et de lignes inter-ville.
- Création d'une navette en soirée entre le site universitaire de La Roche sur Yon et le Centre-Ville.
- Augmentation de la desserte des zones d'activités, du CHD et de la gare SNCF.
- Amplitude des horaires jusqu'à 22h00 pour les lignes régulières en complément du service NoctilYon, combiné à la création de 2 lignes de nuit, du jeudi au samedi.
- Construction d'un nouveau dépôt sur l'ancien site Michelin.
- Renouvellement du parc, avec des véhicules au Gnv, hydrogène et électrique.
- Création d'un service d'auto partage de voiture (service existant sur la commune du Tablier).
- Création de nouveaux parking relais.
- Au 1er janvier 2024, création de 28 stations vélos d'une capacité de 75 vélos et 150 trottinettes électriques en libre service.
- Restructuration complète des lignes du réseau, qui abordent désormais une nouvelle numérotation et une nouvelle identité visuelle, et qui se voient des arrêts ajoutés ou supprimés.

#### Les anciennes lignes régulières Impulsyon jusqu'au 19 aout 2024
| No | Parcours                                                                     | Période            |
| -- | ---------------------------------------------------------------------------- | ------------------ |
| 1  | Angelmière ↔ Flâneries via Place Napoléon                                    | L, Ma, Me, J, V, S |
| 2  | Val d'Amboise ↔ Mairie du Bourg / Marronière via Place Napoléon et Gare SNCF | L, Ma, Me, J, V, S |
| 3  | Jardin de l'Ornay / Richelieu ↔ Maison neuve des Landes via Place Napoléon   | L, Ma, Me, J, V, S |
| 4  | Jardins de l'Ornay ↔ Flâneries via Place Napoléon                            | L, Ma, Me, J, V, S |
| 6  | Richelieu ↔ Braille / Numa Soubeyran via Place Napoléon et Gare SNCF         | L, Ma, Me, J, V, S |
| 7A | Robretières ↔ Robretières via Place Napoléon                                 | L, Ma, Me, J, V, S |
| 7B | Robretières ↔ Robretières via Place Napoléon                                 | L, Ma, Me, J, V, S |
| A  | Aubigny ↔ Napoléon                                                           | L, Ma, Me, J, V, S |
| B  | Venansault / Napoléon                                                        | L, Ma, Me, J, V, S |
| C  | Les Clouzeaux ↔ Napoléon                                                     | L, Ma, Me, J, V, S |
| D  | Dompierre ↔ Napoléon                                                         | L, Ma, Me, J, V, S |
| F  | La Ferrière / Napoléon                                                       | L, Ma, Me, J, V, S |
| L  | Landeronde ↔ Napoléon                                                        | L, Ma, Me, J, V, S |
| M  | Mouilleron-le-Captif ↔ Napoléon                                              | L, Ma, Me, J, V, S |
| N  | Chaillé-sous-les-Ormeaux / Nesmy ↔ Napoléon                                  | L, Ma, Me, J, V, S |
| R  | Rives de l'Yon ↔ Napoléon                                                    | L, Ma, Me, J, V, S |
| T  | Thorigny / Fougeré ↔ Mairie du Bourg / Napoléon                              | L, Ma, Me, J, V, S |
| V  | La-Chaise-le-Vicomte ↔ Napoléon                                              | L, Ma, Me, J, V, S |

#### Les anciennes lignes scolaires Impulsyon jusqu'au 19 aout 2024
| No | Parcours                                        | Période         |
| -- | ----------------------------------------------- | --------------- |
| S  | Maison Neuves des Landes ↔ Pierre Mendès-France | L, Ma, Me, J, V |
| E  | Mermoz ↔ Viollet-le-Duc                         | L, Ma, Me, J, V |
| H  | Richelieu ↔ Courtaisière ↔ Haxo                 | L, Ma, Me, J, V |

### Identité visuelle (Logo)

Ancien logo sous l'ère Keolis.
Logo transitoire de la STY.
Logo du réseau Impulsyon jusqu'en 2024.

## Présentation
La Compagnie des transports du Yonnais (CTY), filiale de RATP Dev, est l'exploitant depuis le 1er janvier 2010 du réseau STY en remplacement de Keolis La Roche-sur-Yon  (anciennement nommé Société des transports yonnais), filiale de Keolis. Le nom STY a été conservé comme marque commerciale.
Depuis le 23 août 2010, la STY est devenue Impulsyon.
Le réseau Impulsyon se compose de 13 lignes au 19 août 2024, à la suite d'un vaste remaniement du réseau. Le réseau se compose aussi d'un service sur réservation, d'un service de TPMR, de location de vélos et trottinettes libre-service, et également du service de covoiturage BlaBlaCarDaily accessible grâce à son application.
Impulsyon est partenaire du service d'information multimodal Destineo, service mis en place par la région Pays de la Loire et cofinancé par l'Union européenne.
L'autorité organisatrice des transports est La Roche-sur-Yon-Agglomération.

## Le réseau Impulsyon
Depuis le 23 août 2010, le réseau STY est devenu impulsyon.
L'année 2024 voit le réseau fortement évoluer. Une nouvelle identité visuelle et un nouveau logo sont choisis, tandis que toutes les lignes laissent place à un nouveau parcours et à une nouvelle desserte de l'agglomération, comprenant notamment la commune Le Tablier.

### Les lignes régulières

#### Lignes urbaines
| Ligne | Caractéristiques                                      | Caractéristiques                          | Caractéristiques                          | Caractéristiques                          | Caractéristiques                          | Caractéristiques                           | Caractéristiques                          | Caractéristiques                          | Caractéristiques                          |
| 1     | Atinéa ⥋ Tournefou                                    | Atinéa ⥋ Tournefou                        | Atinéa ⥋ Tournefou                        | Atinéa ⥋ Tournefou                        | Atinéa ⥋ Tournefou                        | Atinéa ⥋ Tournefou                         | Atinéa ⥋ Tournefou                        | Atinéa ⥋ Tournefou                        | Atinéa ⥋ Tournefou                        |
| ----- | ----------------------------------------------------- | ----------------------------------------- | ----------------------------------------- | ----------------------------------------- | ----------------------------------------- | ------------------------------------------ | ----------------------------------------- | ----------------------------------------- | ----------------------------------------- |
| 1     | Ouverture / Fermeture 19 août 2024 / —                | Longueur —                                | Durée —                                   | Nb. d’arrêts —                            | Matériel —                                | Jours de fonctionnement L, Ma, Me, J, V, S | Jour / Soir / Nuit / Fêtes O / N / N / N  | Voy. / an —                               | Exploitant CTY                            |
| 1     | Desserte : —                                          |                                           |                                           |                                           |                                           |                                            |                                           |                                           |                                           |
| 1     | Autre : - Date de dernière mise à jour : 4 août 2024. |                                           |                                           |                                           |                                           |                                            |                                           |                                           |                                           |
| 1     | Dernière actualisation : —                            |                                           |                                           |                                           |                                           |                                            |                                           |                                           |                                           |
| 2     | Atinéa ⥋ Tournefou                                    | Atinéa ⥋ Tournefou                        | Atinéa ⥋ Tournefou                        | Atinéa ⥋ Tournefou                        | Atinéa ⥋ Tournefou                        | Atinéa ⥋ Tournefou                         | Atinéa ⥋ Tournefou                        | Atinéa ⥋ Tournefou                        | Atinéa ⥋ Tournefou                        |
| 2     | Ouverture / Fermeture 19 août 2024 / —                | Longueur —                                | Durée —                                   | Nb. d’arrêts —                            | Matériel —                                | Jours de fonctionnement L, Ma, Me, J, V, S | Jour / Soir / Nuit / Fêtes O / N / N / N  | Voy. / an —                               | Exploitant CTY                            |
| 2     | Desserte : —                                          |                                           |                                           |                                           |                                           |                                            |                                           |                                           |                                           |
| 2     | Autre : - Date de dernière mise à jour : 4 août 2024. |                                           |                                           |                                           |                                           |                                            |                                           |                                           |                                           |
| 2     | Dernière actualisation : —                            |                                           |                                           |                                           |                                           |                                            |                                           |                                           |                                           |
| 3     | Robretières ⥋ Angelmière                              | Robretières ⥋ Angelmière                  | Robretières ⥋ Angelmière                  | Robretières ⥋ Angelmière                  | Robretières ⥋ Angelmière                  | Robretières ⥋ Angelmière                   | Robretières ⥋ Angelmière                  | Robretières ⥋ Angelmière                  | Robretières ⥋ Angelmière                  |
| 3     | Ouverture / Fermeture 19 août 2024 / —                | Longueur —                                | Durée —                                   | Nb. d’arrêts —                            | Matériel —                                | Jours de fonctionnement L, Ma, Me, J, V, S | Jour / Soir / Nuit / Fêtes O / N / N / N  | Voy. / an —                               | Exploitant CTY                            |
| 3     | Desserte : —                                          |                                           |                                           |                                           |                                           |                                            |                                           |                                           |                                           |
| 3     | Autre : - Date de dernière mise à jour : 4 août 2024. |                                           |                                           |                                           |                                           |                                            |                                           |                                           |                                           |
| 3     | Dernière actualisation : —                            |                                           |                                           |                                           |                                           |                                            |                                           |                                           |                                           |
| 4     | Robretières ⥋ Angelmière                              | Robretières ⥋ Angelmière                  | Robretières ⥋ Angelmière                  | Robretières ⥋ Angelmière                  | Robretières ⥋ Angelmière                  | Robretières ⥋ Angelmière                   | Robretières ⥋ Angelmière                  | Robretières ⥋ Angelmière                  | Robretières ⥋ Angelmière                  |
| 4     | Ouverture / Fermeture 19 août 2024 / —                | Longueur —                                | Durée —                                   | Nb. d’arrêts —                            | Matériel —                                | Jours de fonctionnement L, Ma, Me, J, V, S | Jour / Soir / Nuit / Fêtes O / N / N / N  | Voy. / an —                               | Exploitant CTY                            |
| 4     | Desserte : —                                          |                                           |                                           |                                           |                                           |                                            |                                           |                                           |                                           |
| 4     | Autre : - Date de dernière mise à jour : 4 août 2024. |                                           |                                           |                                           |                                           |                                            |                                           |                                           |                                           |
| 4     | Dernière actualisation : —                            |                                           |                                           |                                           |                                           |                                            |                                           |                                           |                                           |
| 5     | Val d'Amboise ⥋ Mairie du Bourg                       | Val d'Amboise ⥋ Mairie du Bourg           | Val d'Amboise ⥋ Mairie du Bourg           | Val d'Amboise ⥋ Mairie du Bourg           | Val d'Amboise ⥋ Mairie du Bourg           | Val d'Amboise ⥋ Mairie du Bourg            | Val d'Amboise ⥋ Mairie du Bourg           | Val d'Amboise ⥋ Mairie du Bourg           | Val d'Amboise ⥋ Mairie du Bourg           |
| 5     | Ouverture / Fermeture 19 août 2024 / —                | Longueur —                                | Durée —                                   | Nb. d’arrêts —                            | Matériel —                                | Jours de fonctionnement L, Ma, Me, J, V, S | Jour / Soir / Nuit / Fêtes O / N / N / N  | Voy. / an —                               | Exploitant CTY                            |
| 5     | Desserte : —                                          |                                           |                                           |                                           |                                           |                                            |                                           |                                           |                                           |
| 5     | Autre : - Date de dernière mise à jour : 4 août 2024. |                                           |                                           |                                           |                                           |                                            |                                           |                                           |                                           |
| 5     | Dernière actualisation : —                            |                                           |                                           |                                           |                                           |                                            |                                           |                                           |                                           |
| 6     | Maison Neuve des Landes ⥋ Mairie du Bourg             | Maison Neuve des Landes ⥋ Mairie du Bourg | Maison Neuve des Landes ⥋ Mairie du Bourg | Maison Neuve des Landes ⥋ Mairie du Bourg | Maison Neuve des Landes ⥋ Mairie du Bourg | Maison Neuve des Landes ⥋ Mairie du Bourg  | Maison Neuve des Landes ⥋ Mairie du Bourg | Maison Neuve des Landes ⥋ Mairie du Bourg | Maison Neuve des Landes ⥋ Mairie du Bourg |
| 6     | Ouverture / Fermeture 19 août 2024 / —                | Longueur —                                | Durée —                                   | Nb. d’arrêts —                            | Matériel —                                | Jours de fonctionnement L, Ma, Me, J, V, S | Jour / Soir / Nuit / Fêtes O / N / N / N  | Voy. / an —                               | Exploitant CTY                            |
| 6     | Desserte : —                                          |                                           |                                           |                                           |                                           |                                            |                                           |                                           |                                           |
| 6     | Autre : - Date de dernière mise à jour : 4 août 2024. |                                           |                                           |                                           |                                           |                                            |                                           |                                           |                                           |
| 6     | Dernière actualisation : —                            |                                           |                                           |                                           |                                           |                                            |                                           |                                           |                                           |
| 7     | Napoléon ⥋ Beaupuy                                    | Napoléon ⥋ Beaupuy                        | Napoléon ⥋ Beaupuy                        | Napoléon ⥋ Beaupuy                        | Napoléon ⥋ Beaupuy                        | Napoléon ⥋ Beaupuy                         | Napoléon ⥋ Beaupuy                        | Napoléon ⥋ Beaupuy                        | Napoléon ⥋ Beaupuy                        |
| 7     | Ouverture / Fermeture 19 août 2024 / —                | Longueur —                                | Durée —                                   | Nb. d’arrêts —                            | Matériel —                                | Jours de fonctionnement L, Ma, Me, J, V, S | Jour / Soir / Nuit / Fêtes O / N / N / N  | Voy. / an —                               | Exploitant CTY                            |
| 7     | Desserte : —                                          |                                           |                                           |                                           |                                           |                                            |                                           |                                           |                                           |
| 7     | Autre : - Date de dernière mise à jour : 4 août 2024. |                                           |                                           |                                           |                                           |                                            |                                           |                                           |                                           |
| 7     | Dernière actualisation : —                            |                                           |                                           |                                           |                                           |                                            |                                           |                                           |                                           |

#### Lignes périurbaines
| Ligne | Caractéristiques                                      | Caractéristiques                                      | Caractéristiques                                      | Caractéristiques                                      | Caractéristiques                                      | Caractéristiques                                      | Caractéristiques                                      | Caractéristiques                                      | Caractéristiques                                      |
| 10    | Dompierre ⥋ Aubigny                                   | Dompierre ⥋ Aubigny                                   | Dompierre ⥋ Aubigny                                   | Dompierre ⥋ Aubigny                                   | Dompierre ⥋ Aubigny                                   | Dompierre ⥋ Aubigny                                   | Dompierre ⥋ Aubigny                                   | Dompierre ⥋ Aubigny                                   | Dompierre ⥋ Aubigny                                   |
| ----- | ----------------------------------------------------- | ----------------------------------------------------- | ----------------------------------------------------- | ----------------------------------------------------- | ----------------------------------------------------- | ----------------------------------------------------- | ----------------------------------------------------- | ----------------------------------------------------- | ----------------------------------------------------- |
| 10    | Ouverture / Fermeture 19 août 2024 / —                | Longueur —                                            | Durée —                                               | Nb. d’arrêts —                                        | Matériel —                                            | Jours de fonctionnement L, Ma, Me, J, V, S            | Jour / Soir / Nuit / Fêtes O / N / N / N              | Voy. / an —                                           | Exploitant CTY                                        |
| 10    | Desserte : —                                          |                                                       |                                                       |                                                       |                                                       |                                                       |                                                       |                                                       |                                                       |
| 10    | Autre : - Date de dernière mise à jour : 4 août 2024. |                                                       |                                                       |                                                       |                                                       |                                                       |                                                       |                                                       |                                                       |
| 10    | Dernière actualisation : —                            |                                                       |                                                       |                                                       |                                                       |                                                       |                                                       |                                                       |                                                       |
| 11    | Venansault ⥋ La Ferrière                              | Venansault ⥋ La Ferrière                              | Venansault ⥋ La Ferrière                              | Venansault ⥋ La Ferrière                              | Venansault ⥋ La Ferrière                              | Venansault ⥋ La Ferrière                              | Venansault ⥋ La Ferrière                              | Venansault ⥋ La Ferrière                              | Venansault ⥋ La Ferrière                              |
| 11    | Ouverture / Fermeture 19 août 2024 / —                | Longueur —                                            | Durée —                                               | Nb. d’arrêts —                                        | Matériel —                                            | Jours de fonctionnement L, Ma, Me, J, V, S            | Jour / Soir / Nuit / Fêtes O / N / N / N              | Voy. / an —                                           | Exploitant CTY                                        |
| 11    | Desserte : —                                          |                                                       |                                                       |                                                       |                                                       |                                                       |                                                       |                                                       |                                                       |
| 11    | Autre : - Date de dernière mise à jour : 4 août 2024. |                                                       |                                                       |                                                       |                                                       |                                                       |                                                       |                                                       |                                                       |
| 11    | Dernière actualisation : —                            |                                                       |                                                       |                                                       |                                                       |                                                       |                                                       |                                                       |                                                       |
| 12    | Mouilleron ⥋ Les Clouzeaux                            | Mouilleron ⥋ Les Clouzeaux                            | Mouilleron ⥋ Les Clouzeaux                            | Mouilleron ⥋ Les Clouzeaux                            | Mouilleron ⥋ Les Clouzeaux                            | Mouilleron ⥋ Les Clouzeaux                            | Mouilleron ⥋ Les Clouzeaux                            | Mouilleron ⥋ Les Clouzeaux                            | Mouilleron ⥋ Les Clouzeaux                            |
| 12    | Ouverture / Fermeture 19 août 2024 / —                | Longueur —                                            | Durée —                                               | Nb. d’arrêts —                                        | Matériel —                                            | Jours de fonctionnement L, Ma, Me, J, V, S            | Jour / Soir / Nuit / Fêtes O / N / N / N              | Voy. / an —                                           | Exploitant CTY                                        |
| 12    | Desserte : —                                          |                                                       |                                                       |                                                       |                                                       |                                                       |                                                       |                                                       |                                                       |
| 12    | Autre : - Date de dernière mise à jour : 4 août 2024. |                                                       |                                                       |                                                       |                                                       |                                                       |                                                       |                                                       |                                                       |
| 12    | Dernière actualisation : —                            |                                                       |                                                       |                                                       |                                                       |                                                       |                                                       |                                                       |                                                       |
| 13    | La Chaise-le-Vicomte ⥋ Numa Soubeyran / Terres Noires | La Chaise-le-Vicomte ⥋ Numa Soubeyran / Terres Noires | La Chaise-le-Vicomte ⥋ Numa Soubeyran / Terres Noires | La Chaise-le-Vicomte ⥋ Numa Soubeyran / Terres Noires | La Chaise-le-Vicomte ⥋ Numa Soubeyran / Terres Noires | La Chaise-le-Vicomte ⥋ Numa Soubeyran / Terres Noires | La Chaise-le-Vicomte ⥋ Numa Soubeyran / Terres Noires | La Chaise-le-Vicomte ⥋ Numa Soubeyran / Terres Noires | La Chaise-le-Vicomte ⥋ Numa Soubeyran / Terres Noires |
| 13    | Ouverture / Fermeture 19 août 2024 / —                | Longueur —                                            | Durée —                                               | Nb. d’arrêts —                                        | Matériel —                                            | Jours de fonctionnement L, Ma, Me, J, V, S            | Jour / Soir / Nuit / Fêtes O / N / N / N              | Voy. / an —                                           | Exploitant CTY                                        |
| 13    | Desserte : —                                          |                                                       |                                                       |                                                       |                                                       |                                                       |                                                       |                                                       |                                                       |
| 13    | Autre : - Date de dernière mise à jour : 4 août 2024. |                                                       |                                                       |                                                       |                                                       |                                                       |                                                       |                                                       |                                                       |
| 13    | Dernière actualisation : —                            |                                                       |                                                       |                                                       |                                                       |                                                       |                                                       |                                                       |                                                       |
| 14    | Landeronde ⥋ Nesmy / Chaillé-sous-les-Ormeaux         | Landeronde ⥋ Nesmy / Chaillé-sous-les-Ormeaux         | Landeronde ⥋ Nesmy / Chaillé-sous-les-Ormeaux         | Landeronde ⥋ Nesmy / Chaillé-sous-les-Ormeaux         | Landeronde ⥋ Nesmy / Chaillé-sous-les-Ormeaux         | Landeronde ⥋ Nesmy / Chaillé-sous-les-Ormeaux         | Landeronde ⥋ Nesmy / Chaillé-sous-les-Ormeaux         | Landeronde ⥋ Nesmy / Chaillé-sous-les-Ormeaux         | Landeronde ⥋ Nesmy / Chaillé-sous-les-Ormeaux         |
| 14    | Ouverture / Fermeture 19 août 2024 / —                | Longueur —                                            | Durée —                                               | Nb. d’arrêts —                                        | Matériel —                                            | Jours de fonctionnement L, Ma, Me, J, V, S            | Jour / Soir / Nuit / Fêtes O / N / N / N              | Voy. / an —                                           | Exploitant CTY                                        |
| 14    | Desserte : —                                          |                                                       |                                                       |                                                       |                                                       |                                                       |                                                       |                                                       |                                                       |
| 14    | Autre : - Date de dernière mise à jour : 4 août 2024. |                                                       |                                                       |                                                       |                                                       |                                                       |                                                       |                                                       |                                                       |
| 14    | Dernière actualisation : —                            |                                                       |                                                       |                                                       |                                                       |                                                       |                                                       |                                                       |                                                       |
| 15    | Le Tablier / Rives de l'Yon ⥋ Fougeré / Thorigny      | Le Tablier / Rives de l'Yon ⥋ Fougeré / Thorigny      | Le Tablier / Rives de l'Yon ⥋ Fougeré / Thorigny      | Le Tablier / Rives de l'Yon ⥋ Fougeré / Thorigny      | Le Tablier / Rives de l'Yon ⥋ Fougeré / Thorigny      | Le Tablier / Rives de l'Yon ⥋ Fougeré / Thorigny      | Le Tablier / Rives de l'Yon ⥋ Fougeré / Thorigny      | Le Tablier / Rives de l'Yon ⥋ Fougeré / Thorigny      | Le Tablier / Rives de l'Yon ⥋ Fougeré / Thorigny      |
| 15    | Ouverture / Fermeture 19 août 2024 / —                | Longueur —                                            | Durée —                                               | Nb. d’arrêts —                                        | Matériel —                                            | Jours de fonctionnement L, Ma, Me, J, V, S            | Jour / Soir / Nuit / Fêtes O / N / N / N              | Voy. / an —                                           | Exploitant CTY                                        |
| 15    | Desserte : —                                          |                                                       |                                                       |                                                       |                                                       |                                                       |                                                       |                                                       |                                                       |
| 15    | Autre : - Date de dernière mise à jour : 4 août 2024. |                                                       |                                                       |                                                       |                                                       |                                                       |                                                       |                                                       |                                                       |
| 15    | Dernière actualisation : —                            |                                                       |                                                       |                                                       |                                                       |                                                       |                                                       |                                                       |                                                       |

### Impulsyon +
Depuis le 23 août 2010, le service Impulsyon + assure la desserte de zones et communes non desservies par les lignes régulières.
Pour les habitants des hameaux d'Aubigny, Les Clouzeaux, Dompierre-sur-Yon, La Ferrière, Mouilleron-le-Captif, Venansault et La Roche-sur-Yon, le service rabat les voyageurs sur la ligne régulière desservant la commune. Pour les communes de Chaillé-sous-les-Ormeaux, La Chaize-le-Vicomte, Fougeré, Landeronde, Nesmy, Saint-Florent-des-Bois, Le Tablier et Thorigny ne disposant pas de lignes régulières, le service conduit les voyageurs à un arrêt de rabattement situé aux portes de La Roche-sur-Yon en correspondance avec le réseau régulier.
Le service est assuré dans la commune de La Roche-sur-Yon du lundi au vendredi de 7 h 30 à 19 h 30 et le samedi de 80 h à 19 h 30. Pour les autres communes de l'agglomération, le service est assuré du lundi au jeudi de 7 h 30 à 20 h 30, le vendredi de 7 h 30 à 0 h 30 et le samedi de 8 h à 0 h 30.
Les réservations se font du lundi au vendredi de 8 h à 18 h et le samedi de 9 h à 12 h 30 et de 14 h à 18 h et au plus tard la veille du déplacement avant 17 h. Une inscription préalable est nécessaire pour pouvoir réserver.
| Points de rabattement         | Desserte | Ligne en rabattement  | Arrêts | Véhicules | Exploitant |
| ----------------------------- | --- | --------------------- | ------ | --------- | ---------- |
| Dompierre                     | Desserte des hameaux de Dompierre-sur-Yon | Ligne D               | 3      | Trafic    | CTY        |
| La Ferrière — Place du Marché | Desserte des hameaux de La Ferrière | Ligne F               | 2      | Trafic    | CTY        |
| Bourg-sous-la-Roche           | Desserte de la Zi La Folie, des hameaux Sud-Est de La Roche-sur-Yon et des communes de La Chaize-le-Vicomte, Fougeré, Saint-Florent-des-Bois et Thorigny                            | Lignes 2 et 6         | 23     | Trafic    | CTY        |
| Vigne-aux-Roses               | Desserte des hameaux Sud de La Roche-sur-Yon et des communes de Nesmy, Saint-Florent-des-Bois, Thorigny et Le Tablier                                                               | Lignes 2 et 8         | 19     | Trafic    | CTY        |
| Tournefou                     | Desserte des hameaux Sud de La Roche-sur-Yon et des communes d'Aubigny et en complément de la ligne 2, Les Clouzeaux en complément de la ligne C, Nesmy et Chaillé-sous-les-Ormeaux | Lignes 1, 4, 8 et C   | 14     | Trafic    | CTY        |
| Saint-André-d'Ornay           | Desserte des hameaux Ouest de La Roche-sur-Yon et en complément de la ligne 2, Les Clouzeaux, Venansault et Landeronde                                                              | Ligne 2               | 15     | Trafic    | CTY        |
| Venansault                    | Desserte des hameaux de Venansault | Ligne 2               | 4      | Trafic    | CTY        |
| Edison                        | Desserte des Terres Noires à La Roche-sur-Yon et d'un hameau de Mouilleron-le-Captif                                                                                                | Lignes 6, 7A et 7B    | 2      | Trafic    | CTY        |
| Robretières                   | Desserte de l'École de Voile et des hameaux Nord de La Roche-sur-Yon et en complément de la ligne D                                                                                 | Lignes 4, 7A et 7B    | 5      | Trafic    | CTY        |
| Pont Rouge                    | Desserte des hameaux Nord de La Roche-sur-Yon et en complément de la ligne F | Lignes 6, 7A, 7B et F | 4      | Trafic    | CTY        |

### Noctilyon
Depuis le 22 août 2011, le service Noctilyon assure la desserte de soirée sur La Roche-sur-Yon en remplacement de l'ancien service composé de TAD et de deux lignes régulières.
Le service est découpé en deux zones dans laquelle tous les arrêts situés dans la zone sont desservis. Le service est assuré les vendredis et samedis soir de 21 h à 0 h à raison d'un départ par zone toutes les 30 minutes.
Les réservations se font du lundi au vendredi de 8 h à 17 h et le samedi de 9 h à 12 h 30 et de 14 h à 17 h et au plus tard la veille du déplacement avant 17 h. Une inscription préalable est nécessaire pour pouvoir réserver.
| Zone | Desserte                                                           | Véhicules | Exploitant |
| ---- | ------------------------------------------------------------------ | --------- | ---------- |
| Nord | Place Napoléon — Ibis sacré ↔ Desserte du nord de La Roche-sur-Yon | Trafic    | CTY        |
| Sud  | Place Napoléon — Ibis sacré ↔ Desserte du sud de La Roche-sur-Yon  | Trafic    | CTY        |

### Navette gare SNCF et  lignes du dimanche
Depuis le 23 août 2010, le dimanche soir et les veilles de rentrée scolaire, une navette desservant tous les quartiers de La Roche-sur-Yon au départ de la Gare SNCF est mise en place afin de permettre aux étudiants de regagner leurs logements. Les arrêts de descente ne sont effectués que sur demande auprès du conducteur, qui définit le trajet en fonction des demandes.
Six départs sont assurés entre 18 h 45 et 22 h 40, en fonction de l'arrivée des trains. Un départ supplémentaire à 23 h 0 environ peut être assuré en cas de retard du train supérieur à 15 minutes.
Du 6 décembre 2015 au 7 février 2016, quatre lignes dominicales supplémentaires sont ajoutées en journée de 9 h à 18 environ, indicées D1 à D4.
| Ligne             | Desserte                                                | Arrêts | Véhicules        | Exploitant |
| ----------------- | ------------------------------------------------------- | ------ | ---------------- | ---------- |
| Navette Gare SNCF | Gare SNCF ↔ Desserte des quartiers de La Roche-sur-Yon  | 92     | GX 327 et GX 127 | CTY        |
| D1                | Angelmière ↔ Sud Avenue ↔ Vallée Verte ↔ Place Napoléon | ?      | GX 327           | CTY        |
| D2                | Val d'amboise ↔ Forges ↔ Gare SNCF ↔ Place Napoléon     | ?      | GX 327           | CTY        |
| D3                | Courtaisière ↔ Robrotières ↔ Flâneries ↔ Place Napoléon | ?      | GX 327           | CTY        |
| D4                | Richelieu ↔ Coteau ↔ CHD ↔ Place Napoléon               | ?      | GX 327           | CTY        |

### HandiYon
HandiYon est le nom du service de Transport de personnes à mobilité réduite ( TPMR ).
Ce service sur réservation est réservé aux personnes ayant une invalidité égale ou supérieure à 80 %, inscrites au service et domiciliés à La Roche-sur-Yon si leur handicap les empêchent d'utiliser les lignes régulières.
Pour s'inscrire il faut présenter la carte d'invalidité à 80 % et une attestation médicale.
La réservation se fait par téléphone, au plus tard la veille du déplacement. Il est possible de réserver plusieurs trajets en même temps.
La tarification est identique au reste du réseau. Ce service ne fonctionne que sur La Roche-sur-Yon mais à partir du 19 novembre 2010, ce service sera étendu aux 15 communes du périmètre des transports.

### VélYon
VélYon est un service de location proposé par la CTY. La location est possible du lundi au samedi de 8h00 à 18h00.
La location se fait à l'espace Impulsyon situé Place Napoléon et aux 2 agences mobiles situées Gare SNCF et à La Courtaisière.
La tarification se fait selon la durée de location.

## Impulsyon en chiffres
- 13 lignes
- 92 employés (moyenne d'âge : 46,5 ans)
- 62 véhicules (moyenne d'âge : 10,4 ans)
- 3 672 000 voyages soit 70,6 voyages par an et par habitant (Moyenne des villes de moins de 100 000 habitants : 43 ) [9]
- 1 440 000 kilomètres parcourus soit 28,2 km par an et par habitant (Moyenne des villes de moins de 100 000 habitants : 17.4) [9]

## Matériel roulant
Les véhicules appartiennent à La Roche-sur-Yon-Agglomération.
Le réseau Impulsyon est exploité avec 2 articulés , 49 standards, 7 autocar Le, 21 autocars, 3 minibus, 3 vehicules HandiYon, 4 voitures de service et 200 vélos
 et un service de trottinettes électriques en libre service:
- 13 Isuzu Kendo gnv numéros 600 à 612 exploiter par sovetours
- 3 FCC Scoler 3 exploiter sovetours
- 1 FCC Starter S exploiter par sovetours
- 4 Otokar navigo
- 7 crossway LE gnv numero 401 à 407
- 1 urbanway 18 gnv numero 450
- 1 Heuliez GX 437 numéro 250
- 4 Heuliez GX 327 BHNS nos 52, 54 à 56
- 31 Heuliez GX 327 nos 21 à 27, 40 à 51, 53, 57 à 63 et 95 à 99 (3 bus exploités par Sovetours) (le 99 un ex bus du réseau Kiceo)
- 2 caetano bus hydrogène numero 500-501
- 3 Heuliez GX 127 L nos 20, 78 et 79
- 6 Heuliez GX 337 2 portes nos 28 à 33
- 4 Heuliez GX 337 3 portes nos 34 à 36 - 200 à 202
- 2 Heuliez GX 337 GNV nos 400-401
- 3 Renault Master minibus nos 118 à 120 (Impulsyon + et HandiYon)
- 2 Renault Kangoo TPMR no 108 et 117 (HandiYon)
- 1 Dietrich véhicule 123
- 4 Renault Clio (contrôleurs du réseau et aux changements de chauffeurs place Napoléon ou aux terminus de ligne)
- 1 Gruau électrique (Navette Centre-Ville)
- 1 Fiat Ducato
- 3 Mercedes Sprinter (Navette Beaupuy et HandiYon) effectué par Rev Evas'Yon

Les navettes entre les collèges et les lycées vers la gare routière de la Roche sur Yon et le pôle multimodale de la Gare SNCF de La Roche sur Yon sont effectuées par les transporteurs Sovetours (Bova Futura, Otokar Navigo, Irisbus Récréo, Irisbus Ares, Fast Scoler 3 et 4, Fast Starter et Isuzu Kendo gnv), Hervouet (Mercedes Intouro, Bova Futura, Irisbus Récréo, Irisbus Crossway, Fast Syter, Fast Scoler 3 et 4 et Fast Starter), Voisneau (Scania Higer A30, Irisbus crossway) et Rigaudeau (Scania Higer A30, Otokar Territo, Mercedes Intouro, Bova Futura et Iveco bus Crossway)
Véhicules réformés :
- 10 Heuliez GX 107 nos 11 à 13 et 32 à 39 ;
- 2 Heuliez GX 77H nos  inconnus
- 5 Heuliez GX 217 nos 15 à 18 + un inconnu ex-réseau Mistral (nos 17 et 18 vendus à des discothèques) ;
- 1 PR 112 no 54 ;
- 5 Heuliez GX 117 L no 66 et 77 et 75 à 77 ;
- 1 Mercedes-Benz Sprinter no 64 ;
- 2 Renault R 312 nos 80 et 81 ;
- 9 Heuliez GX 317 no 85, 88 à 94;
- 1 Renault Agora Line no 99.
- 1 Mercedes Cito n°65
- 1 car Setra S 215